# Atletiek op de Olympische Zomerspelen 2004 – 100 meter mannen
De 100m voor heren werd als deel van atletiek tijdens de Olympische Spelen 2004 in Athene afgewerkt op 21 en 22 augustus 2004. De drie snelste spurters van elke van de tien heats in de eerste ronde waren meteen gekwalificeerd voor de tweede ronde. Daarnaast mochten de tien snelste verliezers ook mee naar de volgende ronde. Deze veertig deelnemers werden ingedeeld in vijf heats. Ook hier mochten de drie snelsten automatisch naar de volgende ronde. Ook de snelste verliezer mocht naar de halve finale. Er werden twee halve finales gehouden, die net als de finale op 22 augustus werden gehouden. De vier snelsten van elke halve finale waren geplaatst voor de finale.
De volgende afkortingen worden gebruikt:
- Q Rechtstreeks gekwalificeerd voor de volgende ronde
- q Gekwalificeerd via beste verliezende tijd
- DNS Niet gestart
- DNF Niet aangekomen
- DSQ Gediskwalificeerd
- PB Persoonlijke besttijd
- SB Beste seizoensprestatie
- NR Nationaal record
- CR Continentaal record

## Eerste ronde
De eerste ronde werd gelopen op 21 augustus. De eerste drie atleten van elke serie kwalificeerden zich rechtstreeks voor de volgende ronde. De 10 snelste verliezers mochten ook naar de volgende ronde.
| Serie 1 | Serie 1 | Serie 1             | Serie 1  | Serie 1 | Serie 1 |
| ------- | ------- | ------------------- | -------- | ------- | ------- |
| Plaats  |         | Atleet              | Uitslag  | Kwal.   |         |
| 1       | NAM     | Frankie Fredericks  | 10,12 SB | Q       |         |
| 2       | NIG     | Uchenna Emedolu     | 10,22    | Q       |         |
| 3       | JPN     | Shingo Suetsugu     | 10,27    | Q       |         |
| 4       | GBR     | Darren Campbell     | 10,35    |         |         |
| 5       | CHN     | Chen Haijan         | 10,45    |         |         |
| 6       | GHA     | Eric Nkansah        | 10,54    |         |         |
| 7       | SIN     | Poh Seng Song       | 10,75    |         |         |
| 8       | STP     | Yazeldas Nascimento | 11,00    |         |         |

| Serie 2 | Serie 2 | Serie 2               | Serie 2  | Serie 2 | Serie 2 |
| ------- | ------- | --------------------- | -------- | ------- | ------- |
| Plaats  |         | Atleet                | Uitslag  | Kwal.   |         |
| 1       | GBR     | Mark Lewis-Francis    | 10,13 SB | Q       |         |
| 2       | GHA     | Aziz Zakari           | 10,19    | Q       |         |
| 3       | HUN     | Roland Nemeth         | 10,28    | Q       |         |
| 4       | KSA     | Salem Mubarak Al Yami | 10,36    |         |         |
| 5       | MLT     | Darren Gilford        | 10,67    |         |         |
| 6       | JOR     | Khalil Al Hannahneh   | 10,76    |         |         |
| 7       | KIR     | Kakianako Nariki      | 11,62    |         |         |
| –       | TRI     | Marc Burns            | DSQ      |         |         |

| Serie 3 | Serie 3 | Serie 3                 | Serie 3  | Serie 3 | Serie 3 |
| ------- | ------- | ----------------------- | -------- | ------- | ------- |
| Plaats  |         | Atleet                  | Uitslag  | Kwal.   |         |
| 1       | USA     | Justin Gatlin           | 10,07 SB | Q       |         |
| 2       | CAY     | Kareem Streete-Thompson | 10,15 SB | Q       |         |
| 3       | GHA     | Leonard Myles-Mills     | 10,21 SB | Q       |         |
| 4       | BRA     | Vicente de Lima         | 10,23    | q       |         |
| 5       | RUS     | Andrej Jepisjin         | 10,29    | q       |         |
| 6       | GRE     | Yeoryios Theodoridis    | 10,32    | q       |         |
| 7       | COM     | Hadhari Djaffar         | 10,62    |         |         |
| 8       | MDV     | Sultan Saeed            | 11,72    |         |         |
| –       | DOM     | Juan Sainfleur          | DNF      |         |         |

| Serie 4 | Serie 4 | Serie 4                     | Serie 4  | Serie 4 | Serie 4 |
| ------- | ------- | --------------------------- | -------- | ------- | ------- |
| Plaats  |         | Atleet                      | Uitslag  | Kwal.   |         |
| 1       | USA     | Shawn Crawford              | 10,02    | Q       |         |
| 2       | BAR     | Obadele Thompson            | 10,08 SB | Q       |         |
| 3       | SLO     | Matic Osovnikar             | 10,15 NR | Q       |         |
| 4       | BUR     | Idrissa Sanou               | 10,33    | q       |         |
| 5       | PAR     | Diego Ferreira              | 10,50 NR |         |         |
| 6       | ARU     | Pierre de Windt             | 11,02    |         |         |
| 7       | LAO     | Chamleunesouk Ao Oudomphonh | 11,30    |         |         |
| 8       | AFG     | Masoud Azizi                | 11,66    |         |         |
| –       | GRE     | Hristoforos Hoidis          | DNS      |         |         |

| Serie 5 | Serie 5 | Serie 5             | Serie 5  | Serie 5 | Serie 5 |
| ------- | ------- | ------------------- | -------- | ------- | ------- |
| Plaats  |         | Atleet              | Uitslag  | Kwal.   |         |
| 1       | POR     | Francis Obikwelu    | 10,09    | Q       |         |
| 2       | FRA     | Ronald Pognon       | 10,18    | Q       |         |
| 3       | GAM     | Jaysuma Saidy Ndure | 10,26 NR | Q       |         |
| 4       | BRA     | Jarbas Mascarenhas  | 10,34    | q       |         |
| 5       | JPN     | Hiroyasu Tsuchie    | 10,37    |         |         |
| 6       | ISV     | Adrian Durant       | 10,52    |         |         |
| 7       | GUI     | Nabie Foday Fofanah | 10,62    |         |         |
| 8       | COK     | Harmon Harmon       | 11,22 PB |         |         |

| Serie 6 | Serie 6 | Serie 6             | Serie 6  | Serie 6 | Serie 6 |
| ------- | ------- | ------------------- | -------- | ------- | ------- |
| Plaats  |         | Atleet              | Uitslag  | Kwal.   |         |
| 1       | JPN     | Nobuharu Asahara    | 10,33    | Q       |         |
| 2       | POL     | Lukasz Chyla        | 10,35    | Q       |         |
| 3       | CIV     | Eric Pacome N'Dri   | 10,39    | Q       |         |
| 4       | TRI     | Ato Boldon          | 10,41    |         |         |
| 5       | FRA     | Issa Aime Nthepe    | 10,67    |         |         |
| 6       | HUN     | Gabor Dobos         | 10,68    |         |         |
| 7       | FSM     | John Howard         | 10,85 NR |         |         |
| 8       | BAN     | Mohammad Shamsuddin | 11,13    |         |         |

| Serie 7 | Serie 7 | Serie 7          | Serie 7  | Serie 7 | Serie 7 |
| ------- | ------- | ---------------- | -------- | ------- | ------- |
| Plaats  |         | Atleet           | Uitslag  | Kwal.   |         |
| 1       | JAM     | Asafa Powell     | 10,06 SB | Q       |         |
| 2       | GBR     | Jason Gardener   | 10,15 PB | Q       |         |
| 3       | AUS     | Joshua Ross      | 10,24    | Q       |         |
| 4       | BRA     | Andre Domingos   | 10,28    | q       |         |
| 5       | CAN     | Pierre Browne    | 10,32    | q       |         |
| 6       | SLE     | Lamin Tucker     | 10,72    |         |         |
| 7       | ASA     | Kelsey Nakanelua | 11,25    |         |         |
| 8       | CAM     | Sopheak Phouk    | 11,56 PB |         |         |
| –       | CHA     | Djikoloum Mobele | DNS      |         |         |

| Serie 8 | Serie 8 | Serie 8               | Serie 8  | Serie 8 | Serie 8 |
| ------- | ------- | --------------------- | -------- | ------- | ------- |
| Plaats  |         | Atleet                | Uitslag  | Kwal.   |         |
| 1       | USA     | Maurice Greene        | 10,18    | Q       |         |
| 2       | JAM     | Dwight Thomas         | 10,21    | Q       |         |
| 3       | AHO     | Churandy Martina      | 10,23    | Q       |         |
| 4       | GER     | Alexander Kosenkow    | 10,28    | q       |         |
| 5       | CYP     | Prodromos Katsantonis | 10,50 SB |         |         |
| 6       | HKG     | Wai Hung Chiang       | 10,70    |         |         |
| 7       | SOL     | Francis Manioru       | 11,05    |         |         |
| 8       | AZE     | Teymur Gasimov        | 11,17    |         |         |
| –       | TGA     | Filipo Muller         | 11,18 PB |         |         |

| Serie 9 | Serie 9 | Serie 9              | Serie 9 | Serie 9 | Serie 9 |
| ------- | ------- | -------------------- | ------- | ------- | ------- |
| Plaats  |         | Atleet               | Uitslag | Kwal.   |         |
| 1       | NGR     | Deji Aliu            | 10,39   | Q       |         |
| 2       | CAN     | Nicolas Macrozonaris | 10,40   | Q       |         |
| 3       | KAZ     | Gennadiy Chernovol   | 10,43   | Q       |         |
| 4       | BEN     | Souhalia Alamou      | 10,48   |         |         |
| 5       | NAM     | Christie van Wyk     | 10,49   |         |         |
| 6       | ANT     | Daniel Bailey        | 10,51   |         |         |
| 7       | SMR     | Gian Nicola Berardi  | 10,76   |         |         |
| 8       | NCA     | Carlos Abaunza       | 11,17   |         |         |

| Serie 10 | Serie 10 | Serie 10            | Serie 10 | Serie 10 | Serie 10 |
| -------- | -------- | ------------------- | -------- | -------- | -------- |
| Plaats   |          | Atleet              | Uitslag  | Kwal.    |          |
| 1        | SKN      | Kim Collins         | 10,11    | Q        |          |
| 2        | JAM      | Michael Frater      | 10,20    | Q        |          |
| 3        | TRI      | Nicconnor Alexander | 10,22    | Q        |          |
| 4        | ITA      | Simone Collio       | 10,27    | q        |          |
| 5        | FRA      | Eddy de Lepine      | 10,27 SB | q        |          |
| 6        | BER      | Xavier James        | 10,40    |          |          |
| 7        | MON      | Sébastien Gattuso   | 10,58 NR |          |          |
| 8        | GAB      | Wilfried Bingangoye | 10,76 PB |          |          |

## Halve finale
| 1. | Shawn Crawford     | 10,07 | Q |
| 2. | Justin Gatlin      | 10,09 | Q |
| 3. | Aziz Zakari        | 10,11 | Q |
| 4. | Obadele Thompson   | 10,22 | Q |
| 5. | Mark Lewis-Francis | 10,28 |   |
| 6. | Michael Frater     | 10,29 |   |
| 7. | Ronald Pognon      | 10,32 |   |
| 8. | Uchenna Emedolu    | 10,35 |   |

| 1. | Asafa Powell        | 9,95  | Q |
| 2. | Francis Obikwelu    | 9,97  | Q |
| 3. | Maurice Greene      | 9,97  | Q |
| 4. | Kim Collins         | 10,02 | Q |
| 5. | Jason Gardener      | 10,12 |   |
| 6. | Leonard Myles-Mills | 10,22 |   |
| 7. | Dwight Thomas       | 10,28 |   |
| 8. | Vicente de Lima     | 10,28 |   |

## Finale
| Plaats | Naam             | Tijd           |
| ------ | ---------------- | -------------- |
| 1.     | Justin Gatlin    | 9,85 (PB)      |
| 2.     | Francis Obikwelu | 9,86           |
| 3.     | Maurice Greene   | 9,87           |
| 4.     | Shawn Crawford   | 9,89           |
| 5.     | Asafa Powell     | 9,94           |
| 6.     | Kim Collins      | 10,00          |
| 7.     | Obadele Thompson | 10,10          |
| 8.     | Aziz Zakari      | Niet gefinisht |